# Anita Pádár
Anita Pádár (Karcag, 30 marzo 1979) è un'ex calciatrice ed ex giocatrice di calcio a 5 ungherese, di ruolo attaccante.
Plurititolata, negli oltre 20 anni di attività nel calcio a 11 ha vinto 12 titoli di campione d'Ungheria con tre diverse squadre, così come sei Coppe d'Ungheria femminili, a chui si aggiungono due premi di calciatrice ungherese dell'anno e 17 titoli di capocannoniere del campionato.
Ha inoltre indossato per 20 anni la maglia della nazionale ungherese, con la quale non è mai riuscita a qualificarsi per una fase finale di un campionato europeo o un Mondiale, ottenendo come risultato più prestigioso il quinto posto all'edizione 2016 della Cyprus Cup

## Palmarès

### Club
- Campionato ungherese: 12

László Kórház: 1994-1995, 1997-1998, 1998-1999, 1999-2000
1. FC Femina: 2001-2002, 2002-2003, 2005-2006, 2006-2007, 2007-2008
MTK Hungaria: 2011-2012, 2012-2013, 2013-2014
- Coppa d'Ungheria femminile: 6

László Kórház: 1998, 1999, 2000
Renova: 2001
MTK Hungaria: 2013, 2014

### Individuale
- Capocannoniere del campionato di NB I: 17

László Kórház: 1998-99 (21 reti), 1999-00 (22 reti)
Renova: 2000-01 (23 reti)
1. FC Femina: 2001-02 (24 reti), 2002-03 (22 reti), 2003-04 (31 reti), 2004-05 (27 reti), 2005-06 (34 reti), 2006-07 (29 reti), 2007-08 (52 reti), 2008-09 (44 reti), 2009-10 (38 reti), 2010-11 (35 reti)
1. FC Femina/MTK Hungária: 2011-12 (57 reti)
MTK Hungária: 2012-13 (55 reti), 2013-14 (28 reti), 2014-15 (24 reti)
- Calciatrice ungherese dell'anno: 2

1999, 2011